# Kwame Steede
Kwame Steede (* 4. Juli 1980) ist ein bermudischer Fußballspieler. 

## Verein
Der 1,80 Meter große Mittelfeldspieler, Cousin des im Juli 2012 bei einem Motorradunfall tödlich verunglückten bermudischen Fußballnationalspielers Tumani Steede und Neffe des Fußballspielers Cyril Steede, spielte zunächst von 2003 bis 2007 in der bermudischen Premier Division  für die Devonshire Cougars. Während in der Spielzeit 2007/08 ebenfalls seine Zugehörigkeit zum Kader dieses Vereins dokumentiert ist, sind auch 17 Spiele (ein Tor) im Jahr 2007 und erneut einige absolvierte Begegnungen im Folgejahr (die Quellenlage weist widersprüchlich entweder sechs oder vier Spiele aus, in denen er einen Treffer erzielte) für den in der USL Second Division antretenden Verein Bermuda Hogges zu verzeichnen. Teils wird jedoch auch nach Angaben des Portals national-football-teams.com eine Vereinszugehörigkeit zu den Devonshire Cougars in der Saison 2007/08 nicht dargestellt. Dagegen soll er danach aber ab der Saison 2008/09 bis zur Spielzeit 2010/11 wieder in Reihen dieses Klubs gestanden haben und wird seither abermals als Spieler von Bermuda Hogges geführt. Diese Quelle erscheint indes wenig glaubwürdig, da er sowohl in der Saison 2009/2010 als auch 2011/12 in Aufstellungen der Premier Division auf Seiten der Devonshire Cougars in Erscheinung trat.

## Nationalmannschaft
Steede absolvierte bislang von 2008 bis 2011 im Rahmen der WM-Qualifikation für die Turniere 2010 und 2014 mindestens acht Länderspiele für die Bermudische Nationalmannschaft. Insgesamt soll er von 2003 bis 2011 sein Heimatland in 21 internationalen Begegnungen vertreten und dabei sechs Treffer erzielt haben.